# درياس قوقازي
درياس قوقازي (الاسم العلمي: Dryas caucasica) هو نوع من النباتات يتبع جنس الدرياس من الفصيلة الوردية.